# UK drill
A UK drill a drill zene és a road rap egyik alműfaja, amely a dél-londoni Brixton kerületből származik 2012-től. Kezdetben a chicagói drill zene stílusából merített kölcsön, mielőtt létrehozta volna saját egyedi hangját. Az Egyesült Királyság előadói gyakran rappelnek erőszakos és hedonista bűnözői életmódról. Azok, akik ezt a zenei stílust képviselik, általában bandákhoz kötődnek, vagy olyan társadalmi-gazdasági szempontból hátrányos helyzetű városrészekből származnak, ahol a bűnözés sokak életformája.

## A UK drill rapperei

### 67
- LD
- PR SAD
- Dimzy
- Itch

### Active Gxng
- Suspect
- Swavey
- T. Scam
- Broadday
- Strika

### CGM
- Digga D
- Horrid1
- Rack5
- Sav'O
- Dodgy
- Striker

### OFB
- Headie One
- Bandokay
- Double Lz
- Abra Cadabra
- SJ
- Izzpot
- Zilla

### Zone 2
- Karma
- Kwengface
- Trizzac
- Gully
- UnrulyBad
- Skully

### Harlem Spartans
- Loski
- MizOrMac
- OnDrills
- Blanco
- Gee Splash

### Moscow17
- Loose
- Incognito
- Screw
- Tizzy T
- GB

### 410
- AM
- Skengdo
- Lil Rass

### 156
- NitoNB
- Workrate
- AbzSav

### 3x3
- Tion Wayne
- E1
- ZT
- Rowdy
- Russ Millions
- VenomMark9x8

### 98s
- Unknown T
- V9
- Jimmy
- Billy Billions
- AlChubbino
- Mazza

## Fordítás
Ez a szócikk részben vagy egészben  az   UK drill című angol Wikipédia-szócikk fordításán alapul.  Az eredeti cikk szerkesztőit annak laptörténete sorolja fel. Ez a jelzés csupán a megfogalmazás eredetét és a szerzői jogokat jelzi, nem szolgál a cikkben szereplő információk forrásmegjelöléseként.